# Złoto Uleego
Złoto Ullego (inny tytuł Pszczoły i ludzie) – amerykański film obyczajowy z 1997 roku.

## Główne role
- Peter Fonda – Ulee Jackson
- Patricia Richardson – Connie Hope
- Christine Dunford – Helen Jackson
- Tom Wood – Jimmy Jackson
- Jessica Biel – Casey Jackson
- Vanessa Zima – Penny Jackson
- Steven Flynn – Eddie Flowers
- Dewey Weber – Ferris Dooley
- J. Kenneth Campbell – Szeryf Bill Floyd

## Fabuła
Ulysses Jackson jest weteranem wojny wietnamskiej. Po śmierci żony zamyka się od wielkiego świata. Po tym jak syn Jimmy trafia do więzienia, a synowa narkomanka Helen porzuca dom, dziadek przejmuje opiekę nad nieletnimi wnuczkami Penny i Casey. Ulee dostaje telefon od syna, że Helen ma kłopoty.

## Nagrody i nominacje
Oscary za rok 1997
- Najlepszy aktor – Peter Fonda (nominacja)

Złote Globy 1997
- Najlepszy aktor dramatyczny – Peter Fonda